# Chan Peng Soon
Chan Peng Soon (chiń. upr. 陈炳顺; chiń. trad. 陳炳順; pinyin Chén Bǐngshùn; ur. 27 kwietnia 1988 w George Town) – malezyjski badmintonista występujący w grze podwójnej mieszanej. Srebrny medalista olimpijski z Letnich Igrzysk Olimpijskich 2016 w Rio de Janeiro.
Stałą partnerką Chana w mikście jest Goh Liu Ying. Najwyższym miejscem, jakie para osiągnęła w rankingu miksta to 3. miejsce. W czerwcu 2014 roku, ze względu na kontuzję kolana Goh Liu Ying, Chan Peng Soon rozgrywał mecze z Lai Pei Jing. Po operacji kolana Goh i ponad półrocznej rehabilitacji, od marca 2015 Goh i Chan ponownie występują razem. 11 sierpnia 2016 para była sklasyfikowana na 11. miejscu w rankingu światowym.
Wraz z Goh Liu Ying uczestnik letnich igrzysk olimpijskich w 2012 w Londynie i w 2016 w Rio de Janeiro w grze mieszanej. Turniej w Londynie para zakończyła na fazie grupowej. W turnieju olimpijskim w Rio de Janeiro dotarli do finału, trafiając na reprezentantów Indonezji Tontowi Ahmada i Lilyanę Natsir. Spotkanie zakończyło się pewnym zwycięstwem Indonezyjczyków w dwóch setach (21–14, 21–12).

## Życie osobiste
Od września 2010 żoną Chana jest malezyjska piosenkarka Ester MayMay. Mają syna, Miltona Chana (ur. 2011).

## Osiągnięcia

### Finały
| Miejsce    | Rok  | Turniej                        | Partner      | Przeciwnik                          | Wynik               |
| ---------- | ---- | ------------------------------ | ------------ | ----------------------------------- | ------------------- |
| Zwycięstwo | 2009 | Thailand Open Grand Prix Gold  | Lim Khim Wah | Choong Tan Fook Lee Wan Wah         | 20–22, 21–14, 21–11 |
| 2. miejsce | 2009 | Vietnam Open Grand Prix Gold   | Goh Liu Ying | Flandy Limpele Cheng Wen-hsing      | 23–25, 19–21        |
| Zwycięstwo | 2010 | Asian Championships            | Goh Liu Ying | Yoo Yeon-seong Kim Min-jung         | 21–17, 20–22, 21–19 |
| 2. miejsce | 2011 | Malaysia Open Grand Prix Gold  | Goh Liu Ying | Tontowi Ahmad Lilyana Natsir        | 21–18, 15–21, 19–21 |
| Zwycięstwo | 2011 | Bitburger Open Grand Prix Gold | Goh Liu Ying | Thomas Laybourn Kamilla Rytter Juhl | 21–18, 14–21, 27–25 |
| 2. miejsce | 2012 | Australia Open Grand Prix Gold | Goh Liu Ying | Chen Hung-ling Cheng Wen-hsing      | 20–22, 21–12, 21–23 |
| Zwycięstwo | 2012 | Malaysia Open Grand Prix Gold  | Goh Liu Ying | Irfan Fadhilah Weni Anggraini       | 21–12, 21–14        |
| Zwycięstwo | 2012 | Japan Super Series             | Goh Liu Ying | Muhammad Rijal Lilyana Natsir       | 21–12, 21–19        |
| Zwycięstwo | 2015 | Polish Open                    | Goh Liu Ying | Akshay Dewalkar Pradnya Gadre       | 28–26, 21–18        |
| Zwycięstwo | 2015 | Russian Open                   | Goh Liu Ying | Yuta Watanabe Arisa Higashino       | 21-14, 21-12        |
| Zwycięstwo | 2015 | Mexico Open                    | Goh Liu Ying | Choi Sol-gyu Eom Hye-won            | 21-13, 23–21        |
| 2. miejsce | 2016 | Thailand Masters               | Goh Liu Ying | Zheng Siwei Chen Qingchen           | 17-21, 15-21        |
| Zwycięstwo | 2016 | New Zealand Open               | Goh Liu Ying | Zheng Siwei Li Yinhui               | 21-19, 22-20        |
| 2. miejsce | 2016 | Malaysia Open                  | Goh Liu Ying | Tontowi Ahmad Lilyana Natsir        | 21-23, 21-13, 16-21 |
| 2. miejsce | 2016 | Letnie igrzyska olimpijskie    | Goh Liu Ying | Tontowi Ahmad Lilyana Natsir        | 14-21, 12-21        |